# 데일리안
《데일리안》(Dailian)은 대한민국의 보수 성향 인터넷 신문이다. 2004년 4월 1일 창간되었으며 대표는 민병호다. 토론 중심의 인터넷 신문을 표방하며 창간 초기부터 '넷포터'라는 이름의 네티즌 기자를 육성하였고, 데안토라는 토론 커뮤니티를 만들어 네티즌들의 참여를 유도했다. 또한, 자유민주주의와 대한민국 헌법에 기반한 통일 및 여론 조성에 앞장선다는 취지로 2004년 4월 1일 설립되었다.